# Andrea Cesalpino

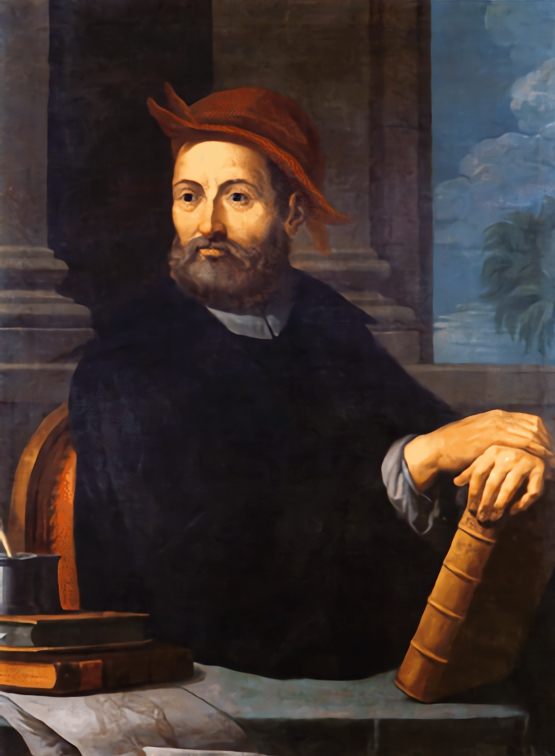
Portret Andrea Cesalpino pędzla Battista Ricci

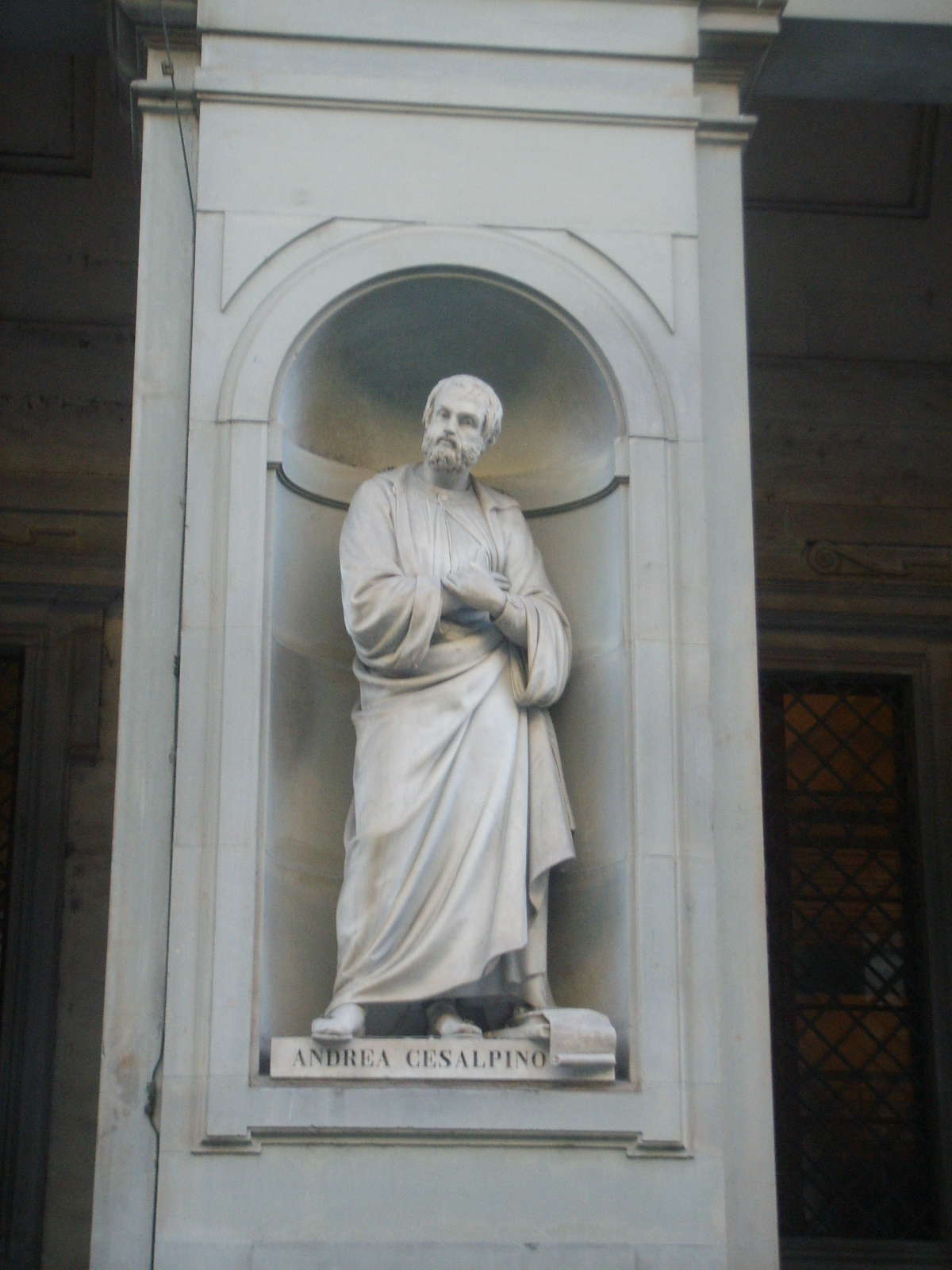
Rzeźba dłuta Pio Fedi przedstawiająca Andrea Cesalpino w galerii Uffizi

Andrea Cesalpino (łac. Andreas Cesalpinus, fr. André Césalpin; ur. 6 czerwca 1519 r. w Arezzo, zm. 23 lutego 1603 w Rzymie) – włoski naturalista, lekarz, botanik i filozof.

## Życiorys
Studiował na uniwersytecie w Pizie: medycynę u Realdo Colombo, a botanikę u Luki Ghini’ego. Roślinom poświęcił dzieło De plantis libri XVI, które zostało wydane w 1583 roku we Florencji. Popierał teorie Arystotelesa o duszy roślin, traktował roślinę jako mniej skomplikowany organizm zwierzęcy. Próbował się dowiedzieć w jaki sposób roślina korzeniami pobiera wodę z gleby. Cesalpino twierdził również, że rośliny są bezpłciowe, ponieważ nie dostrzegł u nich ani męskich, ani żeńskich cech płciowych, a jednak w tym samym czasie badał organy płciowe roślin, wiedział, że to właśnie one produkują nasiona. Uważał nasienie za najważniejszą część rośliny, ponieważ bez nasienia gatunek by wyginął. Podzielił znane sobie rośliny na 15 klas.
Od 1592 r. był osobistym lekarzem papieża Klemensa VIII i profesorem na Uniwersytecie La Sapienza w Rzymie, gdzie pracował aż do śmierci.